# Noasaurus
A Noasaurus ('északnyugat-argentin gyík') a húsevő theropoda dinoszauruszok egyik neme, amely a késő kréta korban, a késő campaniai–maastrichti korszakok idején élt. Kisméretű (körülbelül 1,5 méter hosszú és 15 kilogramm tömegű) ceratosaurus volt, melyet Jaime Powell és José Bonaparte fedeztek fel a késő kréta korban (a kora maastrichti korszakban) körülbelül 70 millió évvel ezelőtt keletkezett Lecho-formációban, az argentínai Salta tartományban.

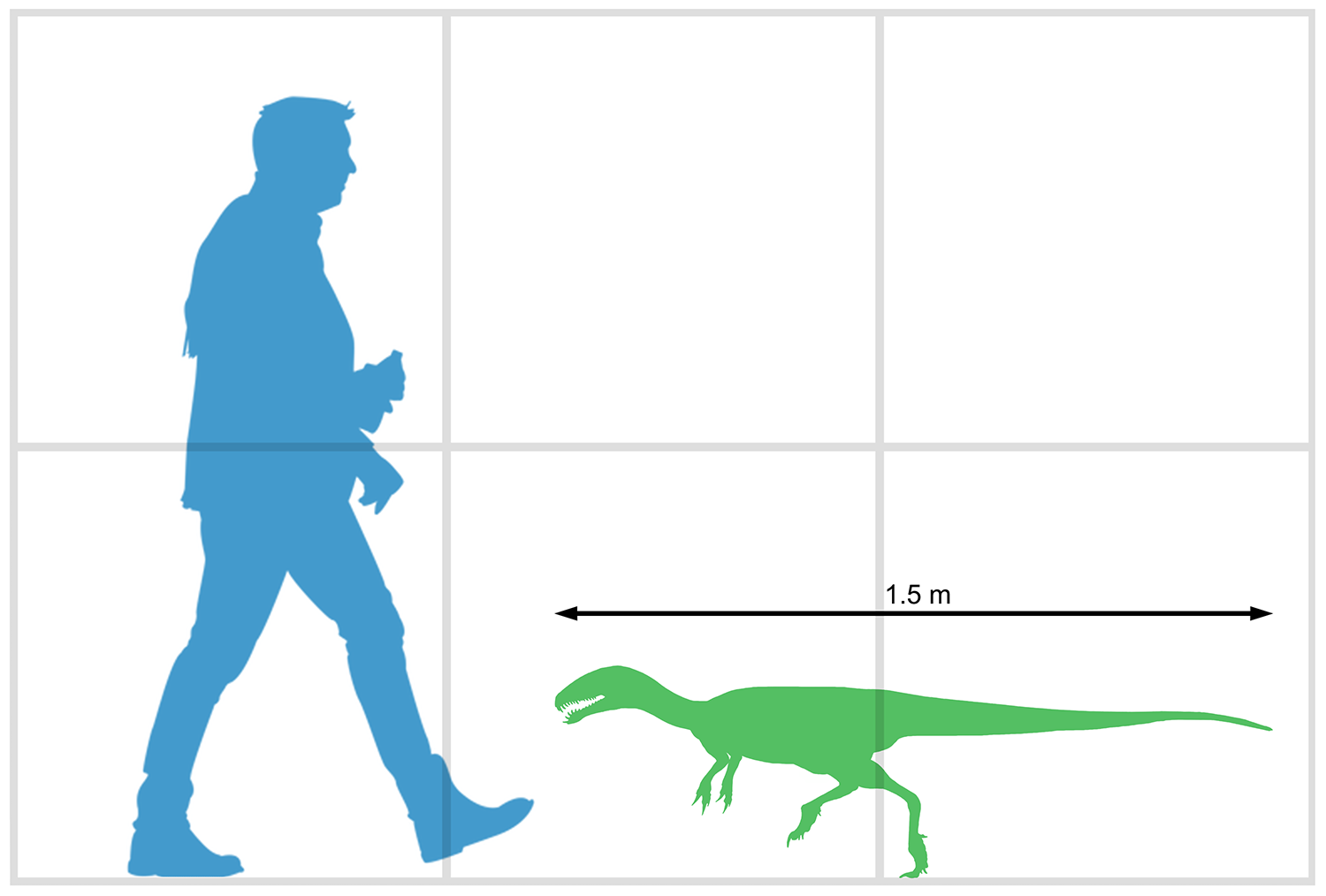
A Noasaurus és az ember méretének összehasonlítása

Az élőhelyén talált nagyobb abelisauridák közeli rokona volt, melyekkel együtt egy bazális abelisauroidea ősből fejlődött ki. Bár az első beszámoló szerint a fejlett dromaeosauridákéhoz hasonló sarló alakú lábkarommal rendelkezett, a későbbi tanulmányokból kiderült, hogy a karom valójában a mellső lábán helyezkedett el.
A típusfajról, a Noasaurus lealiról Bonaparte és Powell 1980-ban készített leírást.

## Fordítás
- Ez a szócikk részben vagy egészben a Noasaurus című angol Wikipédia-szócikk ezen változatának fordításán alapul.  Az eredeti cikk szerkesztőit annak laptörténete sorolja fel. Ez a jelzés csupán a megfogalmazás eredetét és a szerzői jogokat jelzi, nem szolgál a cikkben szereplő információk forrásmegjelöléseként.

## Külső hivatkozások
- Ceratosauria. Thescelosaurus!. [2009. június 28-i dátummal az eredetiből archiválva]. (Hozzáférés: 2010. április 2.)